# Magyarország és Jordánia kapcsolatai
Magyarország és Jordánia kapcsolatai hivatalosan 1964-ben köttettek. A Magyar Népköztársaság Elnöki Tanácsa 1964. április 25-én hozott határozatot a nagyköveti szintű kapcsolatfelvételre. A külügyminisztérium nem kívánt Ammánban nagykövetséget létesíteni, ezért Murai István damaszkuszi nagykövetet akkreditálták Jordániába, aki innentől szíriai és jordániai nagykövet lett.
A magyar labdarúgó-válogatott 2001. március 7-én játszotta első labdarúgó-mérkőzését a jordán labdarúgó-válogatott ellen Ammánban. A labdarúgó-mérkőzés végeredménye 1–1 lett. Mátyus János és Mohamed Omar Szilbajeh lőtt gólt.